# Quốc sử di biên
Quốc sử di biên (chữ Hán: 國史遺編), tên đầy đủ là Dưỡng Hạo Hiên đỉnh tập Quốc sử di biên (養浩軒鼎輯國史遺編), là một quyển sử tư nhân, viết theo lối Hán văn cổ, ghi chép và bổ sung những sự kiện mà quốc sử của triều Nguyễn (Việt Nam) còn bỏ sót hoặc đề cập chưa chính xác. Sách do Thám hoa Phan Thúc Trực biên soạn bằng chữ Hán, chép theo lối biên niên, thực hiện khoảng năm Tự Đức thứ 4 đến thứ 5 (1851-1852).

## Thời gian thực hiện và các bản lưu của bộ sách
Một học giả người Đài Loan là Giáo sư Trần Kinh Hòa (陳荆和, 1917-1995), chuyên nghiên cứu lịch sử Việt Nam và Hoa kiều, cho rằng, sách này được Phan Thúc Trực viết trong thời gian phụng lệnh Tự Đức đi thu thập văn thư Bắc Kỳ năm (1851). Tác giả Nguyễn Quang Thắng, trong quyển "Từ điển nhân vật lịch sử Việt Nam" thì cho rằng, sách được viết vào thời Thiệu Trị (1840-1847).
Theo học giả Trần Kinh Hòa, Quốc sử di biên còn một bản sao lưu giữ tại Viện Viễn Đông học ở Pháp, tựa đề là Dưỡng Hạo Hiên Đỉnh tập Quốc sử di biên - 養浩軒鼎輯國史遺編, bản này bị sứt mẻ và mất mát nhiều chỗ, không còn nguyên vẹn; năm 1960, Phòng nghiên cứu Đông Nam Á - Sở nghiên cứu Tân Á - Đại học Trung văn Hồng Kông từng mang đi hiệu đính và phát hành.
Viện Nghiên cứu Hán Nôm (Hà Nội) cũng có lưu trữ bản chép tay sách Quốc sử di biên, ký hiệu A.1045/1-2 (ở tờ bìa có ghi dòng chữ Dưỡng Hạo Hiên đỉnh tập Quốc sử di biên. Dưỡng Hạo Hiên được nhiều người cho là hiệu của Phan Thúc Trực). Đây vốn là sách của thư viện Viễn Đông Bác cổ Pháp sao chép lại đầu thế kỷ, không phải là nguyên cảo của tác giả, nhưng không rõ là đã sao chép từ nguồn nào.
Theo soạn giả Nguyễn Quang Thắng, hiện nay, ở Việt Nam chỉ còn bản vi ảnh trước đây tàng trữ tại Phủ Quốc vụ Khanh Đặc trách văn hoá Sài Gòn, ký hiệu A.1045, nay được lưu trữ tại Thư viện Khoa học Xã hội thành phố Hồ Chí Minh với ký hiệu Vv 1481 (Bản dịch Phủ QVK ĐTVH Sài Gòn, 1973).
Trên thực tế, có thể còn có các bản lưu giữ như:
- Một bản sao (không còn nguyên vẹn) lưu giữ tại Viện Viễn Đông học ở Pháp, có tựa đề là Dưỡng Hạo Hiên Đỉnh tập.
- Một bản in Quốc sử di biên do Ngô Tuấn Thăng ở Đại học Trung văn Hồng Kông in năm 1965 tại Hồng Kông (nay thuộc Trung Quốc). Bản này là bản đã được đánh máy lại bằng tiếng Trung Quốc, có nhiều sai sót, đặc biệt là những tên Nôm. Sau đó, Hồng Liên Lê Xuân Giáo đã dịch tập Thượng của bản in này và đã được Phủ Quốc vụ Khanh Đặc trách văn hoá Sài Gòn cho ấn hành năm 1973. Năm 2004, Nguyễn Tô Lan dựa vào bản A.1045/1-2 của Viện Nghiên cứu Hán Nôm dịch và giới thiệu tập Hạ.
- Một bản in do Đỗ Mộng Khương dịch, Hoa Bằng hiệu đính, Viện Sử học (Việt Nam) biên tập, nhà xuất bản Văn hóa Thông tin ấn hành năm 2009. Tuy nhiên, do bản dịch này dựa vào bản in tại Hồng Kông nên có nhiều chỗ khác biệt so với bản chép tay A.1045/1-2 của Viện Nghiên cứu Hán Nôm (Hà Nội).

Để có được một văn bản hoàn chỉnh hơn, năm 2006, Phòng Nghiên cứu văn bản Lịch sử-Địa lý thuộc Viện nghiên cứu Hán Nôm (Hà Nội) đã tổ chức việc khảo đính và biên dịch ra tiếng Việt bộ sách Quốc sử di biên. Công việc ban đầu do Tiến sĩ Đinh Khắc Thuân chủ trì, sau chuyển cho Tiến sĩ Nguyễn Thị Oanh đảm nhiệm. Tập Thượng là bản hiệu đính dựa trên bản dịch của Hồng Liên Lê Xuân Giáo, phần hiệu đính ban đầu do Nguyễn Thị Hường thực hiện, sau đó Nguyễn Thị Oanh có sửa chữa lại câu chữ cho phù hợp với văn phong hiện đại. Tập Trung được phân chia dịch thuật cho Nguyễn Thị Oanh, Nguyễn Thị Hường, Nguyễn Tô Lan. Tập Hạ sử dụng bản dịch của Nguyễn Tô Lan đã công bố trước đó. Toàn bộ bản dịch được Tiến sĩ Nguyễn Thị Oanh hiệu đính. Bản dịch này (gồm chung 3 tập là Thượng, Trung, Hạ) sau đó đã được nhà xuất bản Khoa học Xã hội (Hà Nội) ấn hành năm 2010.

## Cấu trúc bộ sách
Quốc sử di biên ghi chép theo lối biên niên các sự kiện xảy ra trong giai đoạn 1802-1847, tức là trải qua ba đời vua là Gia Long, Minh Mạng và Thiệu Trị. Nội dung sách đề cập đến nhiều phương diện như: chiếu dụ, pháp lệnh, kiến chế, ngoại giao, xã hội, tập tục... Ngoài ra, rải rác trong bộ sách, tác giả còn ghi chú nhiều chỗ liên quan đến các sự thật lịch sử, lại có thêm phần Tham bổ ngoại truyện, một số chiếu dụ, bi ký và thơ...
Theo bản dịch ra tiếng Việt năm 2010, thì Quốc sử di biên gồm có 3 tập là Thượng, Trung, Hạ, lấy tên chung là Quốc triều Đại Nam ký hoặc Đại Nam ký, có nội dung đại để như sau:
- Tập Thượng (tr. 57 - tr. 231): Ghi chép sơ lược về gia phả dòng họ Nguyễn, danh tính, chức vị của các đời chúa Nguyễn từ Thế tổ Nguyễn Bặc đến Nguyễn Phúc Luân (tức thân phụ vua Gia Long), phụ lục về vua Gia Long. Phần chính là ghi chép những việc hệ trọng hằng năm dưới triều vua Gia Long.
- Tập Trung (tr. 231 - tr. 497): Kể lại các việc hệ trọng hằng năm dưới triều vua Minh Mạng, có kèm theo chiếu dụ và bi ký của hai triều Gia Long, Minh Mạng, mục lục Minh Mạng chính yếu và các tác phẩm thơ văn đương thời.
- Tập Hạ (tr. 497 - tr. 548): Chủ yếu kể lại các việc trọng đại hằng năm dưới thời Thiệu Trị, có kèm theo thể chế khoa cử, danh sách những người trúng tuyển trong thời này và tên gọi các cung điện ở Huế, các chiếu lệnh...

## Giá trị bộ sách
Quốc sử di biên ghi chép các sự kiện xảy ra trong giai đoạn 1802-1847, trải qua các đời Gia Long, Minh Mạng, Thiệu Trị; đề cập đến nhiều phương diện như: chiếu dụ, pháp lệnh, kiến chế, ngoại giao, xã hội, tập tục... Ngoài ra, sách còn chép khá tường tận về các nhân vật nổi tiếng trong lịch sử Việt Nam như Tuệ Tĩnh, Hà Tông Quyền... Có nhiều chuyện nằm bên ngoài quốc sử triều đình là quyển Đại Nam thực lục, nên rất có giá trị nghiên cứu lịch sử. Hơn nữa, bản thân tác giả từng phục vụ trong nội các triều đình, từng giữ chức Thị giảng ở Viện Tập hiền và Kinh diên khởi cư trú nên rất am hiểu về các sự việc trong nội bộ triều Nguyễn, do đó, càng làm tăng thêm mức độ tin cậy của quyển sách này. Trong Quốc sử di biên, Phan Thúc Trực ghi chú nhiều chỗ, liên quan đến các sự thật lịch sử, lại có thêm phần Tham bổ ngoại truyện, dẫn người đọc đến một tác phẩm khác của ông là Trần Lê ngoại truyện.
Theo học giả Trần Kinh Hòa, thì Quốc sử di biên là một bộ sử tư nhân, được tác giả ghi chép khá kỹ càng, với tinh thần thẳng thắng, không né tránh sự thật, cung cấp cho người đọc một cách nhìn đa chiều về các sự kiện và nhân vật mà nó đăng tải... Bởi tác giả của nó không chịu áp lực của nhà cầm quyền đương thời như là các sử quan biên soạn bộ Thực lục hay Liệt truyện. Ông cho rằng đây là một bộ "tín sử" có giá trị đặc biệt "thiết tưởng không có quyển sách nào hơn được" đối với những người muốn nghiên cứu sử ký về triều Nguyễn.
Quốc sử di biên cung cấp nhiều thông tin quan trọng, giúp các nhà nghiên cứu sử sau này làm sáng tỏ được nhiều vấn đề thú vị:

### Về quốc hiệu Đại Nam
Chẳng hạn như sách chép về việc nước ta vào đời Minh Mạng (1820 - 1840) quốc hiệu là Việt Nam, đến năm (1838) được đổi là Đại Nam (hay Đại Việt Nam) như sau: "Năm Mậu Tuất (1838; Minh Mạng thứ 19) ngày 2 tháng 3 đổi tên nước là Đại Nam. Lời chiếu viết rằng: Đức Triệu tổ dựng nên cơ nghiệp ở phía Nam, kíp đến Đức Thế tổ lấy được cả đất Việt Thường, nhân dân ngày càng đông, lãnh thổ thêm rộng, nhập lại thành bản đồ. Nay đổi tên nước là Đại Nam kể từ năm Minh Mạng thứ 20 hoặc gọi là nước Đại Việt Nam cũng được". Sau đó, sách Minh Mạng chính yếu của Nguyễn Trọng Hợp (quyển I, tờ 44a-44b) có in kèm Đạo dụ ban hành quốc hiệu Đại Nam vào năm Minh Mạng thứ 19 (1838).

### Nghi vấn Ngọc Hân
Xưa nay, khi nhắc về Công chúa Ngọc Hân, người ta vẫn thường nhắc nhiều đến câu ca dao:
Số đâu có số lạ đời
Con vua mà lấy hai đời chồng vua
Tương truyền câu ca dao trên lan truyền trong dân gian tại vùng Thuận Hóa cho đến những năm đầu thế kỷ XX. Thậm chí một số học giả cũng cho câu ca dao này ám chỉ công chúa Ngọc Hân và bà đã lần lượt có hai đời chồng, cả hai đều là những bậc "anh hùng" của Việt Nam, nhưng lại là hai kẻ thù không đội trời chung là Nguyễn Huệ - Quang Trung và Nguyễn Ánh - Gia Long.
Sự thật lịch sử này đã được nghiên cứu và xác minh lại căn cứ trên Quốc sử di biên là trên thực tế, Lê Ngọc Hân chưa bao giờ lấy vua Gia Long. Phan Thúc Trực đã chép như sau:
| “                 | "Tháng 5 năm Giáp Tý (1804) công chúa nhà cựu Lê là Ngọc Hân tạ thế. Nguyên năm Bính Ngọ (1786) niên hiệu Lê Cảnh Hưng, vua Lê gả công chúa Ngọc Hân cho Nguyễn Huệ. Đến khi nhà Tây Sơn mất, công chúa lại về ở tại mẫu quán là làng Phù Ninh. Tại đây, công chúa từ trần. Kẻ hàng thần hiện nhậm chức quan tại huyện Đông Ngạn xin làm tang lễ cho cố công chúa, nhà vua chấp thuận, dân làng Phù Ninh làm từ đường thờ cố công chúa" | ” |
| — Quốc sử di biên | |   |

Người có 2 đời chồng vua thực ra là em gái bà là Lê Thị Ngọc Bình (có tài liệu chép là Lê Ngọc Bình), từng là vợ vua Cảnh Thịnh, sau khi nhà Tây Sơn sụp đổ, vì có nhan sắc đã được vua Gia Long lấy làm vợ, phong lên đến Đệ tam cung (hàng phi) và đã có với Gia Long hai người con trai.
| “                 | "Tháng 6 năm Nhâm Tuất (1802) loan giá đức Thế tổ (chỉ vua Gia Long) đến kinh thành Thăng Long... nhân dân hào mục bắt được anh em "ngụy quyền" Nguyễn Quang Toản và đem dâng lên nhà vua... Nguyên trước đó, Nguyễn Quang Thiệu và Nguyễn Quang Toản chạy về phủ Lạng Giang. Lúc đi đến làng Phương Lan, thì kẻ tuỳ tòng của Toản chỉ còn hơn trăm người mà thôi. Chánh tổng Yên Mẫu là Võ Thám và bọn Trần Huy Giao ở đất Kinh Than đốc suất các hào mục thuộc huyện Yên Lãng và huyện Lục Ngạn đến bao vây anh em Nguyễn Quang Toản - mãi về sau bọn Tổng Thám mới bắt được Quang Toản và Quang Thiệu đem dâng... Bọn Tổng Thám (chánh tổng Võ Thám) lại dâng nạp bà phi là Lê Thị Ngọc Bình vào trong nội cung nhà vua... Nhờ hiến những người thuộc "ngụy đảng" bị bắt sống cùng với các hạng khí giới nhà binh và của cải châu báu nên bọn Tổng Thám và Trần Huy Giao được triều đình ban thưởng công lao cao thấp khác nhau". | ” |
| — Quốc sử di biên | |   |

## Hạn chế
Tuy nhiên, rải rác trong Quốc sử di biên vẫn còn có nhiều sự kiện chép chưa chính xác, chép nhầm hoặc thiếu... Rất có thể là do Phan Thúc Trực mất đột ngột (1852) nên chưa kịp rà soát lại.

## Sách tham khảo
- Phan Thúc Trực, Quốc sử di biên (bản tiếng Việt do TS. Nguyễn Thị Oanh chủ trì việc biên dịch). Nhà xuất bản Khoa học Xã hội, Hà Nội, 2010.